# Lijst van beschermd erfgoed in Waver
Onderstaande tabel geeft een overzicht van de beschermde erfgoederen in de gemeente Waver. Het beschermd erfgoed maakt deel uit van het cultureel erfgoed in België.
| Object | Bouwjaar/architect | Deelgemeente | Adres                      | Coördinaten                   | Nummer?                | Afbeelding               |
| --- | ------------------ | ------------ | -------------------------- | ----------------------------- | ---------------------- | ------------------------ |
| Stadhuis |                    |              |                            | 50° 42' 57" NB, 4° 36' 29" OL | 25112-CLT-0001-01 Info | Stadhuis                 |
| Kerk Saint-Jean Baptiste |                    |              |                            | 50° 43' 2" NB, 4° 36' 39" OL  | 25112-CLT-0002-01 Info | Kerk Saint-Jean Baptiste |
| Basiliek Notre-Dame |                    |              |                            | 50° 43' 26" NB, 4° 37' 31" OL | 25112-CLT-0004-01 Info | Basiliek Notre-Dame      |
| Onderbouw van de oude Romeinse villa en zijn omgeving                                                                                   |                    |              |                            | 50° 43' 37" NB, 4° 36' 58" OL | 25112-CLT-0005-01 Info |                          |
| Kapel van Grimohaye |                    |              |                            | 50° 41' 37" NB, 4° 33' 42" OL | 25112-CLT-0006-01 Info |                          |
| Meisjesschool: gevels en daken |                    |              | rue Florimond Letroye, n°2 | 50° 42' 56" NB, 4° 36' 53" OL | 25112-CLT-0008-01 Info |                          |
| Decanaat van de kerk van Saint-Jean Baptiste: gevels en daken, evenals de muur aan de voorkant van een centraal paviljoen bij de ingang |                    |              |                            | 50° 43' 2" NB, 4° 36' 43" OL  | 25112-CLT-0011-01 Info |                          |
| Marais de Laurensart |                    |              |                            | 50° 43' 50" NB, 4° 38' 7" OL  | 25112-CLT-0014-01 Info |                          |
| Onderbouw van de oude Romeinse villa en zijn omgeving                                                                                   |                    |              |                            | 50° 43' 37" NB, 4° 36' 58" OL | 25112-PEX-0001-01 Info |                          |